# عملیات انفال
عملیات اَنفال، عملیاتی در سال ۱۹۸۸ بود که در جریان آن نیروهای رژیم بعث عراق که به طور مستقیم از صدام حسین تکریتی فرمان می‌گرفتند، بیش از ۱۸۰٬۰۰۰ نفر (بە نقل از بعضی منابع بیش از ۲۰۰٬۰۰۰ نفر) کُرد کردستان عراق را قتل‌عام کردند.
بنا بر آمار تأیید شده، در طی عملیات هفت‌ماهه انفال از فوریه تا سپتامبر ۱۹۸۸، که تنها در استان‌های کرکوک، دیاله، نینوا و صلاح الدین اجرا شد، بیش از چهارهزار و ۲۰۰ روستا نابود و بیش از ۱۸۲۰۰۰ نفر مردم بی دفاع از سوی ارتش و مأموران امن و استخبارات عراق به قتل رسیدند که از لحاظ گستردگی و حجم کشتار و درنده‌خویی، نزد بسیاری از کشورها و سازمان‌های بین‌المللی به‌عنوان یکی از فجیع‌ترین جنایات علیه بشریت به ثبت رسیده است و توسط رژیم بعث و با فرماندهی مستقیم رهبری آن صورت گرفت، نابودی و کشتار مردم آن را هدف گرفته بود.
در همین راستا نیز شهرهای حلبچه، طویلا، بخش خورمال، سید صادق، پنجوین، قلعه دیزه، سنگ سر، جوارتا، قلاچولان و ماوه‌ت به تمامی ویران و از سکنه خالی گردیدند؛ که بیشتر مردم کشته شده از هر دو شهر «چمچمال و کلار» بودند. این شهرها بعداً از نو ساخته شدند. استفاده از سلاح‌های شیمیایی و کشتار حلبچه در جریان عملیات انفال روی داد.
دولت های اروپایی و امریکایی و همچنین مجامع بین المللی در هنگام این فجایع عمدتا سکوت کردند یا حتی در بعضی موارد مثل دادن سلاح های شیمیایی حمایت کردند اما پس از حمله ایالات متحده آمریکا به عراق و دستگیری صدام حسین و برخی از همدستانش، وی و همدستانش به جرم جنایات ضد بشری و نسل‌کشی در دادگاه ویژه جرایم سران عراق، مورد محاکمه قرار گرفتند.

## نام‌گذاری
انفال هشتمین سورهٔ قرآن است. این سوره پیروزی ۳۱۳ پیرو دین اسلام را بر بیش از ۹۰۰ مشرک در جنگ بدر (۶۲۴ میلادی) را توضیح می‌دهد. «الانفال» در لغت به معنای غنایم جنگ است و برای توصیف عملیات نظامی و غارت مردم کُرد، به فرماندهی علی حسن المجید مورد استفاده قرار گرفت. دستورات وی به واحدهای جاش (کُردهای همکار با ارتش بعث، در لغت به معنای «قاطر») ابلاغ می‌شد که برای این واحدها گرفتن گاو، گوسفند، بز، پول، سلاح و حتی زنان کُرد قانونی اعلام می‌شد.

## اسناد نسل‌کشی
Middle East Watch در این زمینه چنین گزارش می‌دهد: «پروسه انفال در کوتاه‌ترین زمان ممکن، بیشتر مناطق و خاک را مورد هجوم و نابودی قرار داد، در این حملات بیش از ۲۰۰هزار کُرد کشته شدند و موجب ویرانی بیش از چهارهزار روستا و سه ‌هزار و صد مسجد و صد کلیسا شد، در این عملیات بیش از دومیلیون راس احشام نابود شد و تأثیر مخرب بزرگی بر طبیعت گذاشت که حجم فراوانی از باغات و فضای سبز و رودخانه‌ها و چشمه‌ها را نابود کرد.» دکتر کندال نزان، محقق تاریخ معاصر در نوشته‌ای می‌گوید: «در این واقعه، بنیادهای زندگی در عراق زیرورو شد، بعد از این هیستریای جنون‌آمیز، که با نسل‌کشی کُردهای کُردستان عراق اتمام یافت، ۹۰ درصد روستاها و بیش از ۲۰ درصد شهرها و شهرک‌ها از روی نقشه پاک شدند، مناطق روستایی به بیش از ۱۵ میلیون مین آلوده شدند، حدود ۵/۱ میلیون از روستاها به اردوگاه‌های رژیم انتقال پیدا کردند، جمعیت زیادی از کُردها از بین رفتند.» همچنین یوست هیلترمان محقق حوزه انفال می‌گوید: «بعد از اینکه این مردم در روستاهای خود، دستگیر شدند، به سمت مراکز رژیم در کرکوک منتقل شدند، بعد از آن نیز با ماشین‌های زرهی سنگین رژیم به سمت غرب عراق از شمال تا جنوب بیابان‌ها انتقال یافتند، بیشتر مردان و حتی زنان و کودکان تیرباران شدند و با لودر و بلدوزر در گورهای دسته‌جمعی دفن شدند.»

## منطقه عملیات
این عملیات در ابتدای سال ۱۹۸۸ میلادی از مرز گرمیان (یکی از مناطق کردستان در عراق) آغاز شد و مناطق کرکوک، کفری، کلار، چمچمال، دوکان، سه دار، کوی و.... را طی کرد تا به منطقه بادینان رسید. اما انفال هشت مرحله بود. مرحله اول از مرز گرمیان آغاز شد و مرحله هشتم هم در منطقه بادینان خاتمه پیدا کرد.

## شرح عملیات
در مرحله نخست آن ۲۰ لشکر ارتش عراق ۱۰۰ حمله را علیه ساکنین غیرنظامی و بی‌دفاع روستا انجام داده و غیر از کشته شدن شمار بسیاری از ساکنین مناطق ۱۶۰ تن از آنان که توانستند از دست نیروهای نظامی بعث بگریزند درراه رسیدن به مرزهای ایران از شدت برف و سرما جان باختند.
در مرحله دوم نیز جنایات و فجایع مرحله اول تکرار و سربازان بعث اقدام به کشتار لجام‌گسیخته کردها کردند.
مرحله سوم انفال نیز با مرگ ۳۰۰۰۰ تن از کردهای کردستان عراق همراه بود و تنها در یک روز یعنی ۱۴ آوریل ۱۹۸۸، ۲۰۰۰۰ تن به‌ویژه زنان و کودکان از سوی نیروهای بعث دستگیر و در گورهای دسته‌جمعی دفن شدند. در این مرحله بیش از ۷۲۸ روستا نابود شد و بیش از ۷۴۰۷ تن از زنان به زندان‌های رژیم بعث منتقل شدند. طبق آمار در این مرحله انفال شمار بسیار زیادی از کودکان نوزاد زیر یک سال به مبلغ ۵۰ دینار فروخته شدند.
در مرحله چهارم انفال حملات شیمیایی صدام علیه روستا شروع‌شده و ۵۵۰۰ تن در این مرحله مفقودالاثر شدند.
در آخرین مرحله انفال نیز، رژیم بعث همزمان با تداوم حملات شیمیایی با بمب خوشه‌ای مناطق شمالی عراق و نزدیک مرز ترکیه حمله کرده و درنتیجه شمار بسیاری از ساکنین این مناطق به‌سوی ایران و ترکیه آواره شدند و در این مرحله نیز شمار بسیار زیادی از کردهای ساکن این مناطق مفقودالاثر شدند. بنا بر آمار تأیید شده، در طی عملیات هفت‌ماهه انفال در استان‌های کرکوک، دیاله، نینوا و صلاح‌الدین، اجرا شد، بسیاری مناطق ازجمله بیش از چندین هزار روستا، نابود و از سکنه خالی گردید.

## عملیات های نظامی و حملات شیمیایی
عملیات انفال که رسماً در سال ۱۹۸۸ اجرا شد، در مجموع  شامل هشت مرحله بود (انفال ۱ - انفال ۸)، هدف هفت مرحله از این مراحل، مناطق تحت کنترل اتحادیه میهنی کردستان (طالبانی) بودند. هدف عملیات نهایی انفال در اواخر اوت و اوایل سپتامبر سال ۱۹۸۸ ، مناطق تحت کنترل حزب دموکرات کردستان (بارزانی) در شمال غرب منطقه کردنشین عراق بود که رژیم آن را تهدید کمتری می پنداشت. برای این حملات، عراقی ها تا ۲۰۰,۰۰۰ سرباز با حمایت هوایی را فراخواند تا علیه نیروهای چریکی که بیش از چند هزار نفر نبودند بایستند.

### انفال ۱
مرحله اول انفال از ۲۳ فوریه تا ۱۸ مارس ‍۱۹۸۸ (اسفند ۱۳۶۶) انجام شد. دره جفالی در مرز ایران، جایی که مرکز کل فرماندهی PUK اتحادیه میهنی کردستان عراق جلال طالبانی در آنجا قرار داشت، مورد هدف قرار گرفت. روستاهای سارگالو، بارگالو، وزیلا، چالاوی، حلادین، و یاکسامار مورد حمله با گازهای سمی قرار گرفتند. در اواسط ماه مارس، PUK در اتحاد با نیروهای ایرانی و دیگر گروه های کرد، شهر حلبچه را گرفتند. همین امر منجر شد که در ۱۶ مارس ۱۹۸۸ به حلبچه با گاز سمی حمله شود. [23] که طی آن حمله ۳۲۰۰-۵۰۰۰ نفر از مردم کرد کشته شدند که بیشترین آنها غیر نظامی بودند.

### انفال ۲
در طول دومین انفال که از ۲۲ مارس تا ۲ آوریل ۱۹۸۸ به طول انجامید، منطقه قره داغ در جنوب غربی شهر سلیمانیه بود مورد هدف قرار گرفت. دوباره نیز به چندین روستا با گاز سمی حمله شد. روستاها با گازهای سمی سافاران، سوسنان، بلکجار، سرکو و میوو مورد حمله قرار گرفتند. در نتیجه حمله، اکثریت جمعیت منطقه قره داع به سمت سلیمانیه پا به فرار گذاشتند.

### انفال ۳
در مرحله بعدی انفال که از ۷ آوریل تا ۲۰ آوریل ۱۹۸۸ ادامه داشت، منطقه گرمی ها در شرق سلیمانیه مورد هدف قرار گرفت. در این مبارزات بسیاری از زنان و کودکان مفقود الاثر شدند. تازاشر تنها روستایی بود که با سلاح های شیمیایی مورد حمله قرار گرفت.

### انفال ۴
انفال ۴ بین ۳ تا ۸ ماه مه سال ۱۹۸۸ در دره زاب کوچک در نزدیکی کرکوک رخ داد. اکثریت حملات گازهای سمی در اسکر و گوپتاپا انجام شد. مجدداً اعلام شد که عفو عمومی صادر شده که خلاف واقع بود.

### انفال ۵، ۶ و ۷
در این ۳ حمله متوالی که بین ۱۵ می تا ۱۶ اوت  ۱۹۸۸ انجام شد، دره های رواندیز و شالاوا هدف حمله قرار گرفتند. هر کدام از این حملات، موفقیت های مختلفی داشتند. انفال 5 به طور کامل شکست خورد، بنابراین برای تحت کنترل گرفتن دره ها توسط دولت عراق، دو حمله دیگر مورد نیاز بود. فرمانده پیشمرگ منطقه که کثرت عبدالله نام داشت، با ذخیره سازی مهمات و مواد غذایی برای محاصره طولانی آماده شده  بود. او همچنین با توافق و با همکاری کردهای یاری دهنده در ارتش عراق، موفق شد اجازه دهد تا غیرنظامیان بتوانند فرار کنند.

### انفال ۸
آخرین انفال در منطقه تحت کنترل KDP، یعنی بادینان  بود. این مرحله از ۲۵ اوت تا ۶ سپتامبر ۱۹۸۸ به طول انجامید. در این عملیات، روستاهای ورملی، برکاوره، بیلیجان، گلناسکا، زواشکان، توکا و ایکمالا هدف حملات شیمیایی هدف قرار گرفتند. سپس دهها هزار کرد به ترکیه فرار کردند. پس از آن، ارتش عراق در ۲۶ اوت ۱۹۸۸ مسیر منتهی به ترکیه را بست. پس از آن، افرادی که موفق به فرار نشدند، دستگیر شدند. مردان از زنان و کودکان جدا شدند. مردان اعدام شدند و زنان و کودکان به اردوگاه ها منتقل شدند.

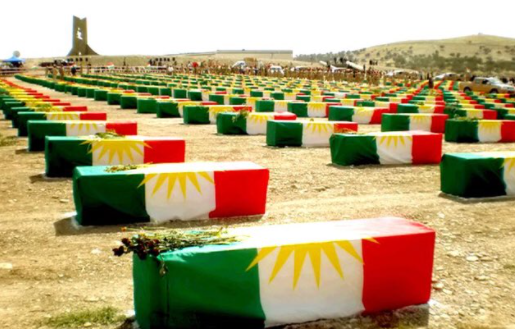
نمایی اژ پیکر کشته‌شدگان عملیات انفال